# 宝塚尼崎電気鉄道
宝塚尼崎電気鉄道（たからづかあまがさきでんきてつどう、通称 尼宝電鉄〈にほうでんてつ〉）は、兵庫県尼崎市と宝塚市（当時の地名は川辺郡小浜村）とを結ぶ鉄道路線の建設を行っていた鉄道会社である。ほぼ全線の路盤までは完成したが、鉄道として開業されることはなかった（未成線）。阪神電気鉄道の子会社である。

## 沿革

### 計画
この路線の申請は1922年（大正11年）10月に行われた。西宮土地社長の前田房之助を総代とし、発起人には地元の政財界の有力者が名を列ねていた。申請時の路線は、阪神出屋敷駅 - 守部 - 髭茶屋 - 鳥島 - 宝塚を結ぶもので、武庫川の改修工事によってできた武庫川の東岸を通り、途中に3駅を設けるとしていた。また、武庫川の廃川跡に住宅地や遊園地を建設する予定としていた。1923年（大正12年）7月19日、尼宝電鉄に対しこの路線の免許状が下付された。
尼宝電鉄と接続することになる阪神電鉄はこの路線に目をつけ、同年7月31日には同社への出資を決定した。1920年（大正9年）に阪神急行電鉄（後の阪急電鉄）が神戸線を開業させており、阪神は対抗策として阪急の「聖地」とも言える宝塚への進出を考えていたところであった。それにより、尼宝電鉄は1924年（大正13年）2月6日に設立総会を開き、前田房之助が社長に、阪神社長の三崎省三が相談役に就任した。
尼宝電鉄は阪神尼崎駅まで延長して阪神本線に乗り入れ、阪神梅田駅までの直通運転を行うこととした。また、武庫川東岸を通る当初のルートから、阪神尼崎駅を起点として伊丹市の市街地を通るルートへの変更を申請した。起点の変更は、出屋敷起点では阪神電鉄が予定していた第二阪神線と交叉しなければならないことを理由としていたが、このルートでは既設の阪急伊丹線に近づくことになった。
阪急がこの変更に対抗すべく伊丹線の両端を延長する形で宝塚 - 伊丹間・塚口 - 尼崎 - 西宮海岸 - 今津間の軌道特許を申請すると、阪神もさらに対抗して出屋敷 - 高洲 - 東浜 - 今津間の特許を申請した。結局、阪急には阪神本線より北側の宝塚 - 伊丹間・塚口 - 尼崎間、阪神には申請の通り阪神本線より南側の出屋敷 - 今津間の特許が認められた。
この新線騒動が決着した後、尼宝電鉄は伊丹市街地を通るルートへの変更を撤回し、当初ルートと伊丹市街地を通るルートのほぼ中間を通る、阪神尼崎駅 - 守部 - 時友 - 西野 - 宝塚のルートで同年6月に施行認可申請を提出した。途中阪急の特許線（宝塚 - 伊丹間）と交錯する箇所があることが兵庫県より問題視され、この部分についての阪急との交渉が難航した。1926年（大正15年）1月にようやく協定が成立し、2月に施行認可を受けた。

### 着工後

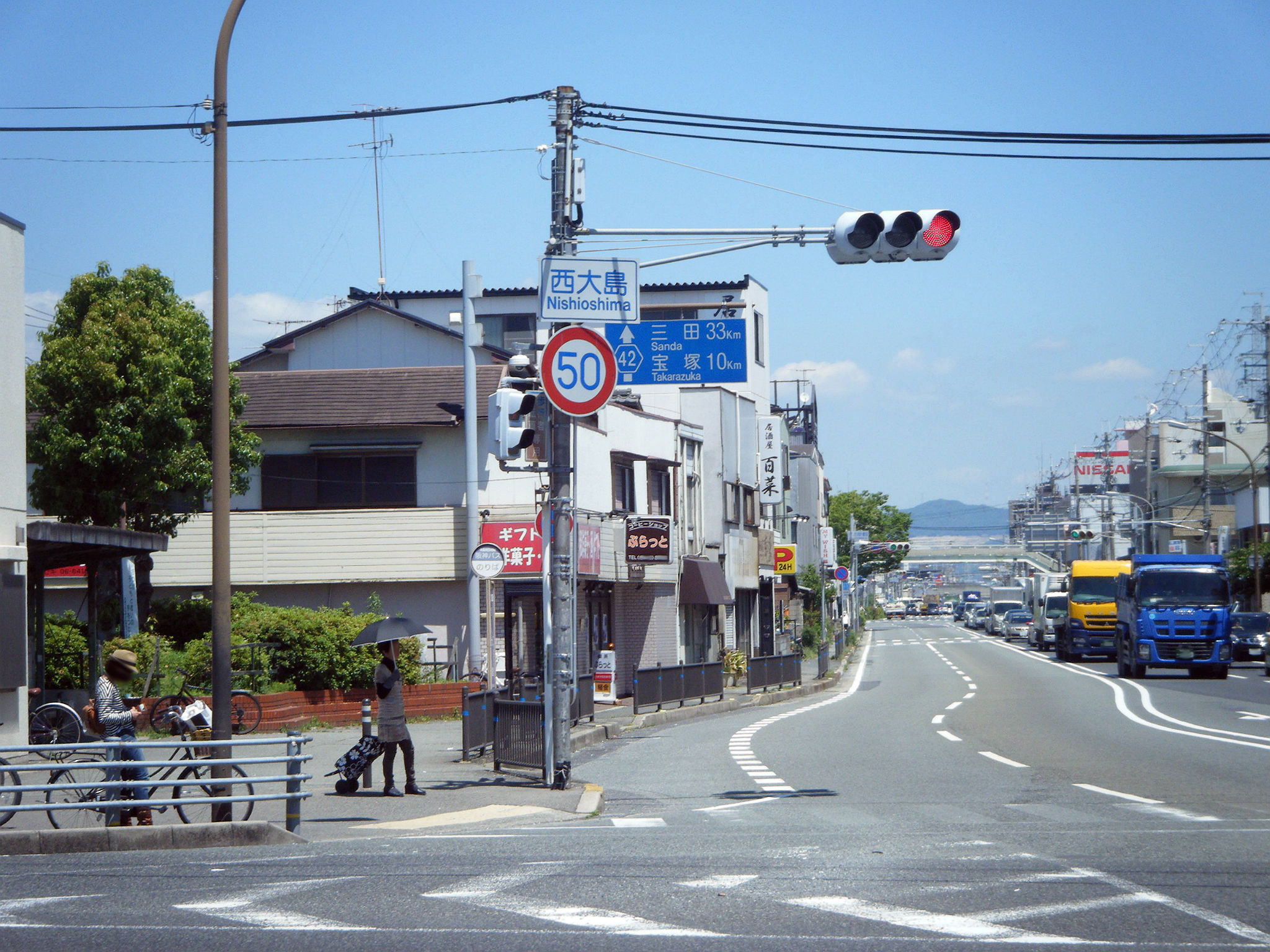
西大島交差点（尼宝線・宝塚方面）　建設当初は築堤で国道2号（手前）を横断するための用地が確保されていた。

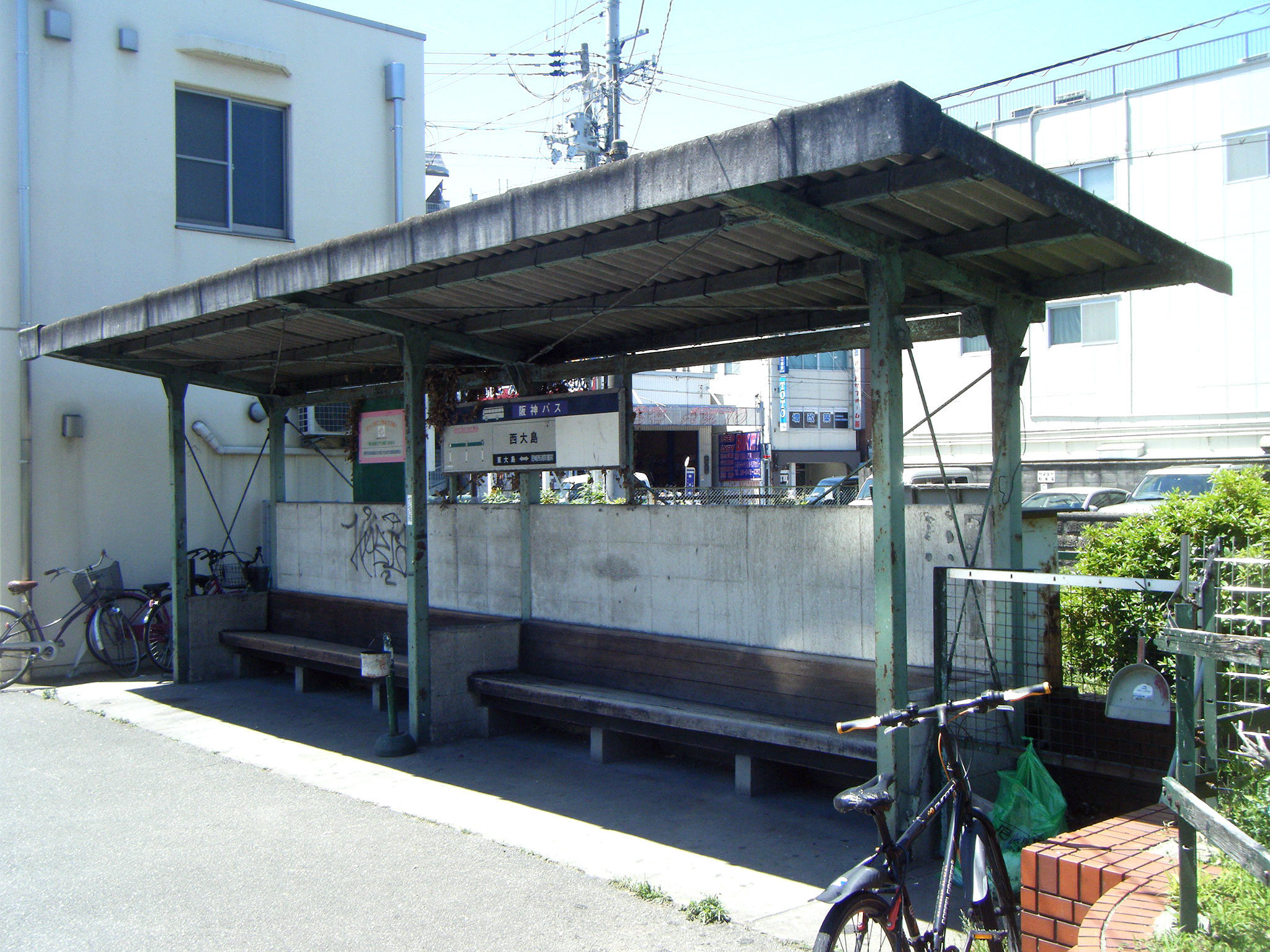
尼崎側の阪神バス　西大島バス停（尼宝線・宝塚方面）。ベンチ付きの上屋が付いた待合所を持つ。駅名標を模した停留所名看板が設置されている。同様の上屋を持つ停留所は宝塚側の小浜バス停にもみられる

1927年（昭和2年）末までには両端部を除く西大島 - 小浜間の路盤が完成した。しかし、両端部は着工されなかった。宝塚側は当初は終点を宝塚大劇場前としていたが、1926年（大正15年）5月に国鉄宝塚駅構内に変更する届を出した。これでは、阪急線・国鉄線との立体交叉区間が多くなって、工費がかさんでしまうため、着工の決断が下せなかった。さらに尼崎側では、同年11月に都市計画の支障になるとして、尼崎市から市街地の3kmを高架で建設することを要求された。尼宝電鉄では地平での建設を予定していたので、こちらも工費がかさむことになる。しかも、連絡することになっていた阪神本線は地平線であったので、尼宝線を高架にすると直通運転ができなくなり、尼宝電鉄としての存在意義は薄らぐことになる。
1929年（昭和4年）、尼宝電鉄は開業延期を申請し、既に完成している路盤を使ってバスの営業を行う方針に転換した。同年7月25日に尼崎 - 宝塚間のバスの営業願いを提出した。路盤敷そのままではバス営業は認められないとされたため、同年11月に路盤敷を自動車専用道路に改築する申請を行った。舗装まではできたものの、その後バスを購入する資金が捻出できなかったことから、1932年（昭和7年）6月24日、尼宝電鉄は阪神の関連会社の阪神国道自動車（現阪神バス）に吸収合併されることが両社の取締役会で決議された。同年8月には尼崎 - 宝塚間の鉄道起業廃止申請が行われ、11月2日付けで免許が失効した。自動車専用道路は同年11月に完成し、11月18日に尼宝電鉄は阪国バスに吸収合併。12月25日より神戸滝道 - 宝塚歌劇場前間、大阪福島 - 宝塚歌劇場前間での阪国バスの運行が開始された。

### 県道化

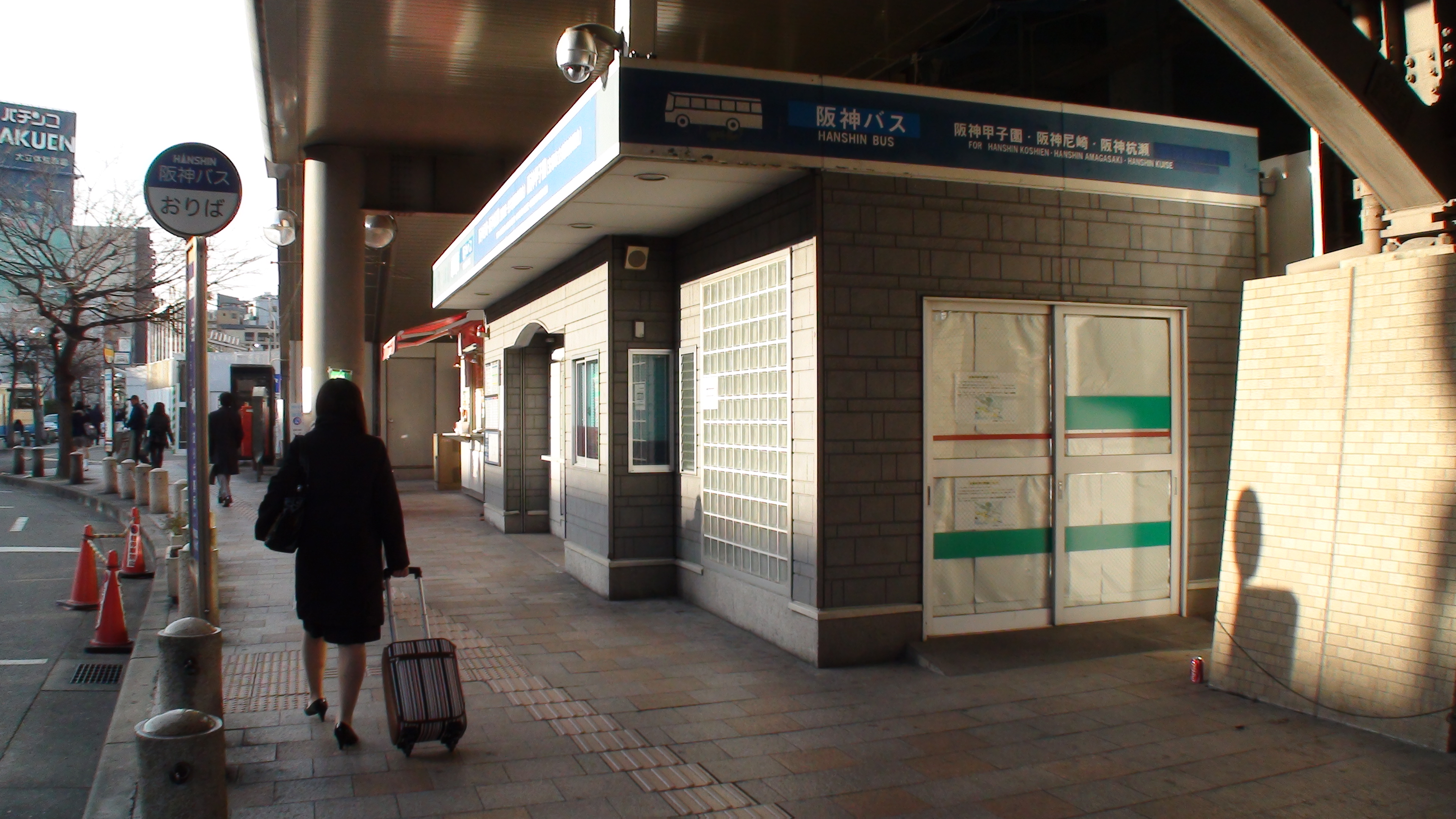
旧阪神電鉄バス宝塚案内所
（廃止、のりばや路線は継続）

阪神の自動車専用道は1942年（昭和17年）4月2日に兵庫県に買い上げられて一般に開放された。現在の兵庫県道42号尼崎宝塚線であり、「尼宝線」の通称で呼ばれている。なお、現在も尼宝線経由のバスは健在であり、阪急の牙城とも言える宝塚に阪神バス（尼崎宝塚線・杭瀬宝塚線・甲子園宝塚線）が走っている。尼宝線には伊丹市営バスや阪急バスも走るが、阪神尼崎駅と宝塚駅の間を通しで走るのは阪神バスのみである。

## 延長線計画
尼崎市と宝塚市を結ぶ路線の他に、時友付近から東西への延長線を計画していた。旧西国街道、現在の国道171号に近いルートで、大阪市をショートカットして京都市と神戸市を結ぶ狙いを持っていた。
1925年（大正14年）6月13日に西宮 - （時友） - 伊丹 - 新京阪富田駅（現在の阪急富田駅）間を出願申請したが却下された。1926年（大正15年）7月26日に瓦木 - 石橋駅間に短縮して出願申請したがやはり却下されている。